# Björn Engels
Björn Engels (Kaprijke, 15 de setembro de 1994), é um futebolista belga que atua como zagueiro. Atualmente, joga pelo Royal Antwerp.

## Seleção belga
Engels recebeu sua primeira convocação para a seleção principal em março de 2016, em um amistoso contra Portugal.